# Viktor Láznička
Viktor Láznička (ur. 9 stycznia 1988 w Pardubicach) – czeski szachista, arcymistrz od 2006 roku.

## Kariera szachowa
Od najmłodszych lat zajmował czołowe miejsca w mistrzostwach kraju juniorów we wszystkich kategoriach wiekowych, m.in. w 1997 podzielił I-II m. (w kategorii do lat 10), w 1998 i 1999 zajął I m. (do lat 12), w 2001 zajął II m. (do lat 18), natomiast w 2002 zwyciężył w grupie do lat 14. Wielokrotnie reprezentował barwy swojego kraju w mistrzostwach świata i Europy juniorów, największy sukces odnosząc w roku 2005 w Hercegu Novim, gdzie zdobył brązowy medal mistrzostw Europy w kategorii do 18 lat.
Jeden z pierwszych sukcesów międzynarodowych odniósł w roku 2002, zwyciężając (wraz z Ramiłem Chasangatinem) w Ołomuńcu. W następnym roku podzielił I m. (ponownie z R.Hasangatinem) w Mariańskich Łaźniach. W 2004 podzielił II m. w Čartaku (wraz z Wiaczesławem Dydyszko, za Davidem Baramidze), Ołomuńcu (wraz z Jewgienijem Postnym, za Vlastimilem Babulą) oraz w Litomyślu (2004/05, wraz z Andrejem Kawalouem, za Pavlem Blatnym), natomiast w 2005 triumfował w Brnie. W 2006 odniósł jeden z największych sukcesów w karierze, zdobywając w Brnie tytuł indywidualnego mistrza kraju. W 2007 r. zwyciężył (wspólnie z V.Babulą) w otwartym turnieju Czech Open w Pardubicach, natomiast w 2008 r. – w Kalkucie (wspólnie z Krishnanem Sasikiranem). Również w 2008 r. zdobył w Liverpoolu tytuł wicemistrza Unii Europejskiej. W 2009 r. podzielił I m. w Ostrawie (wspólnie ze Zbynkiem Hrackiem) i Pampelunie (wspólnie z Georgiem Meierem, Julio Grandą Zuniga i Kiriłem Georgiewem), wystąpił w drużynowych mistrzostwach Europy w Nowym Sadzie oraz awansował do IV rundy (w której przegrał z Szachrijarem Mammadjarowem) turnieju o Puchar Świata w Chanty-Mansyjsku, eliminując Joanisa Papaioanu, Aleksandra Moroziewicza i Wiktora Bołogana. W 2010 r. samodzielnie zwyciężył w turnieju World Open w Filadelfii, jak również w memoriale György Marxa w Paksie. W 2014 r. samodzielnie zwyciężył w turnieju Neckar Open w Deizisau.
Wielokrotnie reprezentował Czechy w turniejach drużynowych, m.in.:
- czterokrotnie na olimpiadach szachowych (w latach 2006, 2008, 2010, 2012)[9],
- czterokrotnie na drużynowych mistrzostwach Europy (w latach 2007, 2009, 2011, 2013)[10].

Najwyższy ranking w dotychczasowej karierze osiągnął 1 stycznia 2012 r., z wynikiem 2704 punktów zajmował wówczas 40. miejsce na światowej liście FIDE, jednocześnie zajmując 2. miejsce (za Davidem Navarą) wśród czeskich szachistów.